# Evangeliario di Treviri

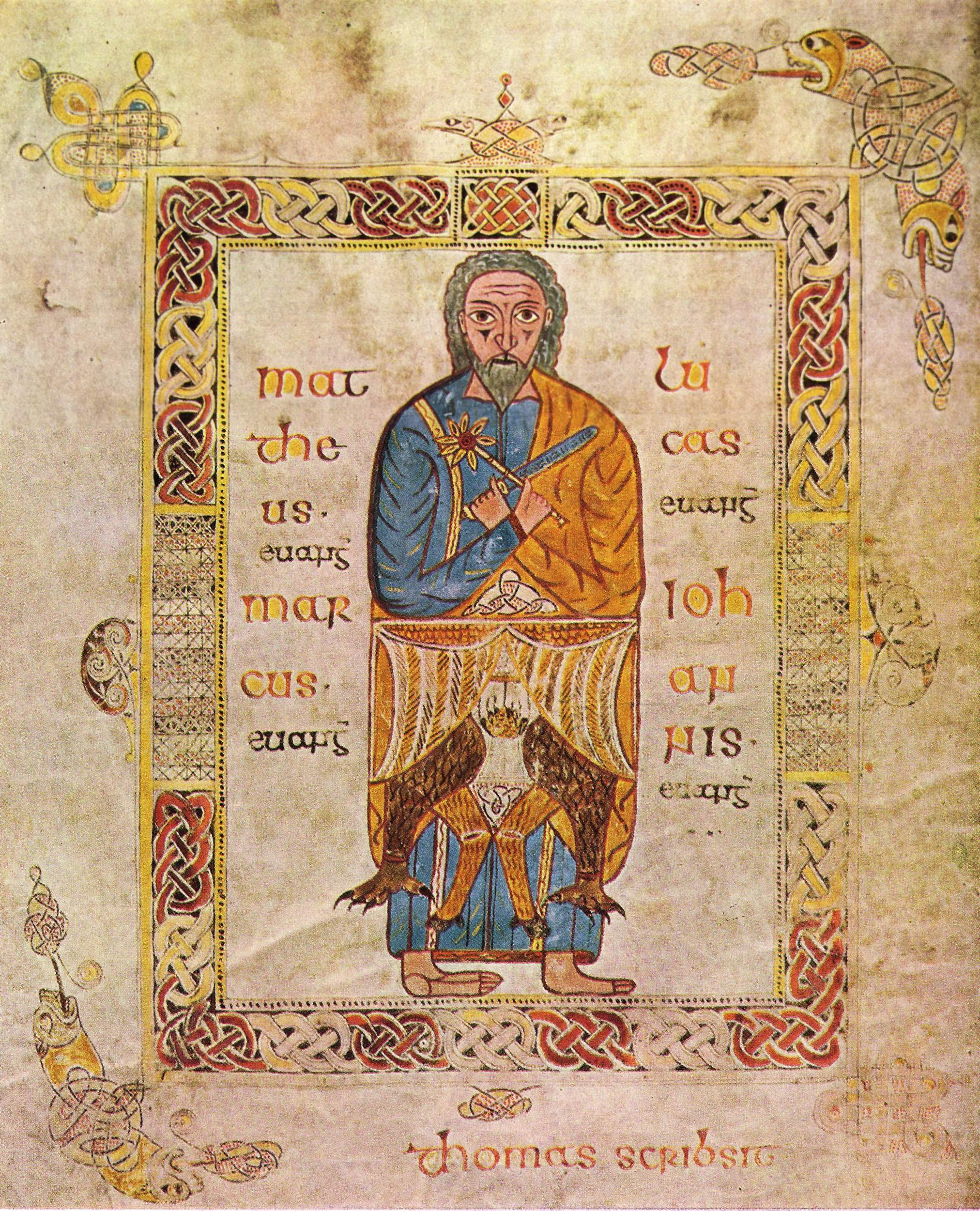
Thomas, Tetramorfo da l'Evangeliario di Treviri, 740 circa, Treviri Domibliotek

L'Evangeliario di Treviri, ora conservato alla Domibliotek della cattedrale di Treviri (ms. 161/134), venne realizzato intorno al 740, nel monastero di Echternach, dal monaco Thomas, nelle sue miniature influenzato sia dall'arte tardoantica che delle isole britanniche.
Il Tetramorfo del folio 5 verso, in cui è fusa in un'unica figura i quattro simboli degli evangelisti (angelo, leone, aquila e bue), è una libera invenzione dell'artista che infatti firma come «Thomas scribsit» e non «pinxit».